# Regne de Ghana

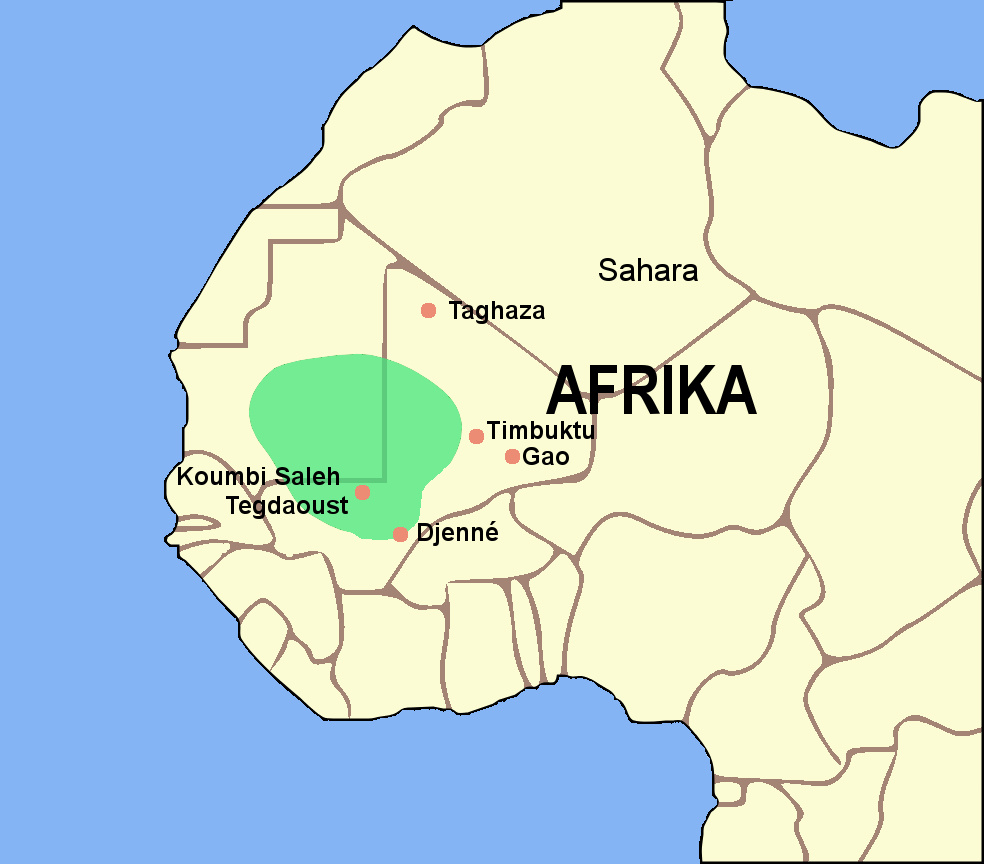
Ghana al segle X

El regne de Ghana, fou un estat medieval així anomenat perquè rei es deia ghana i per extensió es va donar a la residència reial 15° 40′ N, 08° 00′ O / 15.667°N,8.000°O avui desapareguda, prop de la moderna Koumbi Saleh a Mauritània. Els seus habitants anomenaven el país com Wagadou. Modernament s'utilitza també el nom Imperi de Ghana. No s'ha de confondre amb l'estat modern de la República de Ghana, aquesta se situa més al sud que la zona que històricament comprenia l'imperi.

## Història
La introducció del camell al Sàhara occidental al segle III va servir com a catalitzador important dels canvis socials transformadors que van donar lloc a la formació de l'imperi en un territori on s'havien desenvolupat societats complexes, algunes basades en el comerç transsaharià de sal i or. L'imperi, i la seva capital, Kunbi Salih es va fundar cap al 100 coincidint amb control dels soninkes del comerç d'or transsaharià.
Un grup de jueus refugiats de la Revolta jueva de 115 a Cirenaica van arribar a l'interior del delta del Níger cap al 150 dominant als nadius i fundant el regne, que no es va començar a enriquir fins als anys 500-700 dC, cobrant impostos al comerç que es realitzava a través del desert del Sàhara i amb l'explotació de les seves mines d'or. Amb la Conquesta musulmana del Magrib el comerç de l'or es va disparar i Ghana es va convertir en un important centre comercial on africans i berbers es reunien i comerciaven, i el 770, els Soninke van poder derrocar els maga (reis) blancs i Kaya Maghan Sisse esdevingué rei Soninke cap al 790. El regne és esmentat al segle VIII per Muhàmmad ibn Ibrahim al-Fazarí com país de l'or i després per altres geògrafs àrabs. Ibn Hàwqal el va visitar el 977 que diu que el rei era el més ric del món per les mines d'or que dominava. As-Sadí (mort 1655) parla de 44 prínceps, 22 anteriors a l'hègira i 22 posteriors, de raça blanca i origen desconegut (al-Idrissí esmenta aquests sobirans blancs per primer cop el 1154). Vers el 790 Sisse o Cissé va expulsar els blancs i va fundar el regne negre. Al segle ix dominava Akwar, Bagana, Diaga, Kaniaga, el nord de Bélédougou, Kaarta, Kingui, Diafounou i Ougadou i lluitava contra els amazics que van establir el regne d'Awdaghost que fou vassall de Ghana després que Awdaghost fou conquerida per Ghana el 990. Al segle xi la capital és descrita per Abu-Ubayd al-Bakrí, que diu que la formaven dos parts, una musulmana i una reial coneguda per ghaba (bosc).
A principis del segle XI, els dominis de Ghana arribaven al nord fins al Tagant, Assaba, els oasis de Tichit i Oualata i l'Awkar, i al sud el riu Senegal, i al sud-oest el riu Níger. El 1054 els almoràvits van conquerir Awdaghost, que havia caigut finalment en mans ghaneses en 1050, i Abu-Bakr ibn Úmar va enviar als amazics locals a lluitar contra Ghana Bassi en 1061, que fou substituït el 1062 pel seu nebot Tunka Menin. Després de quinze anys de guerra Abu-Bakr va conquerir la vila reial de Ghana; però a la mort d'Abu-Bakr el 1087, fou recuperada pels seus sobirans; no obstant diverses províncies s'havien fet independents i el seu poder al segle xii ja fou reduït i la seva autoritat es limitava pràcticament a l'Akwar i Bassikunu.
El 1203 Kunbi Salih, la vila reial de Ghana fou conquerida pel senyor de regne de Sosso Somanguru Kanté que hi va instal·lar una guarnició pagana que el 1224 va expulsar els soninké musulmans cap a Walata que va substituir a Ghana com a centre de caravanes i de cultura musulmana fins al 1250 quan es va traslladar a Djenné. En 1235, Sundiata Keïta va derrotar Somanguru a la batalla de Kirina i els dominis de Ghana van passar a Mali encara que segons al-Umari hi havia uns reietons vassalls (vers 1349) que portaven el títol però eren vassalls i en realitat podrien ser simplement el rei de Walata.
El nom de Ghana fou recuperat el 1957 per Kwaneh Nkrumah per rebatejar a la Costa d'Or quan va esdevenir un estat independent, tot i que el poder del regne de Ghana mai va arribar a aquest estat.

## Sobirans
- Kaya Maja, fundador mític vers 350
- 22 reis de nom desconegut vers 350-622
- 22 reis de nom desconegut vers 622-790
- Majan Dyabe Sisse vers 790, primer tounka (rei).
- Reis desconeguts vers 790-1040
- Ghana Bassi vers 1040-1062
- Tunka Menin 1062-1068
- Desconeguts 1068-1076
- Kambine Diaresso 1076-vers 1090
- Sulayman vers 1090-1100
- Bannu Bubu vers 1100-1120
- Majan Wagadu vers 1120-1130
- Gane vers 1130-1140
- Musa vers 1140-1160
- Birama vers 1160- 1180
- Diara Kante vers 1180-1203
- Somanguru Kanté vers 1203-1234
- Desconegut 1234-1237
- A Mali (Kangaba) 1237